# Mehmood
Mehmood (hindi : महमूद, ourdou : محمود) né Mehmood Ali (hindi : महमूद अली, ourdou, محمود علی) le 29 septembre 1932 à Bombay et décédé le 23 juillet 2004 en Pennsylvanie était un acteur indien très populaire, également réalisateur,  scénariste, producteur et chanteur de playback. Il a tourné dans plus de 300 films.
Mehmood était l'un des huit enfants de l'acteur Mumtaz Ali. Il est le frère de l'actrice Minoo Mumtaz. Il commença sa carrière en tant que child actor à Bombay. Puis il exerça divers métiers avant de se marier avec Madhu Kumari, sœur de l'actrice Meena Kumari ; après son premier enfant il commença sa carrière d'acteur comique.
Son fils Lucky Ali est un chanteur compositeur ayant joué aussi dans un film. Son autre fils Manzoor Ali est aussi comédien.

## Filmographie sélective
Acteur
- Chote Nawab (1961)
- Sasuraal (1961)
- Dil Tera Diwana (1962)
- Zindagi (1964
- Gumnaam (1965)
- Johar Mehmood in Goa (1965)
- Bhoot bungla (1965)
- Pyar Kiye Ja (1966)
- Love in Tokyo (1966)
- Patthar ke Sanam (1967)
- Sunghursh (1968)
- Padosan (1968)
- Aankhen (1968)
- Do Phool (1968)
- Bombay to Goa (1972)
- Sadhu aur Shaitan (1968)
- Humjoli (1970)
- Main Sundar Hoon (1971)
- Johar Mehood in Hong Kong (1971)
- Kunwaara Baap (1974)
- Do Phool (1974)
- Ginny Aur Johnny (1976)
- Sabse Bada Rupaiya (1976)
- Andaz Apna Apna (1994)
- Guddu (1995)

Réalisateur
- Dushman Duniya Ka (1996)
- Janata Havaldar (1979)
- Ek Baap Chhe Bete (1978)
- Ginny Aur Johny (1976)
- Kunwara Baap (1974)
- Bhoot Bungla (1965)

## Récompenses
- Filmfare Award du meilleur second rôle masculin pour Dil Tera Diwana
- Filmfare Award du meilleur acteur comique pour Pyar Kiye Jaa et Vardaan.

## Sources et liens externes
- (en) Hanif Zaveri, Mehmood, a Man of Many Moods, Popular Prakashan, 2005.  (ISBN 81-7991-213-2).
- Ressources relatives à l'audiovisuel :   - AllMovie
  - IMDb
- (en) Evocation funéraire